# Chrysomelini
Tribu
Les Chrysomelini sont une tribu d'insectes coléoptères de la famille des Chrysomelidae et de la sous-famille des Chrysomelinae. Leur forme générale évoque celle des coccinelles, mais un peu plus allongée, souvent avec des lignes de petits creux dans les élytres. Leur couleur variable peut former des points ou des taches ou bien des reflets métalliques irisés. 

## Liste des genres
Selon ITIS (27 janv. 2015) :
- Calligrapha Chevrolat in Dejean, 1836
- Chrysolina Motschulsky, 1860
- Chrysomela Linnaeus, 1758
- Entomoscelis Chevrolat in Dejean, 1836
- Gastrophysa Chevrolat in Dejean, 1836
- Gonioctena Chevrolat in Dejean, 1836
- Labidomera Chevrolat in Dejean, 1836
- Leptinotarsa Chevrolat in Dejean, 1836
- Microtheca Stål, 1860
- Phaedon Megerle von Mühlfeld in Dahl, 1823
- Phratora Chevrolat in Dejean, 1836
- Plagiodera Chevrolat in Dejean, 1836
- Prasocuris Latreille, 1802
- Trachymela Weise, 1908
- Zygogramma Chevrolat in Dejean, 1836

Selon BioLib (28 janv. 2015) :
- Calligrapha Chevrolat, 1837
- Chrysolina Motschulsky, 1860
- Chrysomela Linnaeus, 1758
- Colaphus Dahl, 1823
- Colaspidea Laporte de Castelnau, 1833
- Crosita Motschulsky, 1860
- Deuterocampta Chevrolat, 1837
- Doryphora Illiger, 1807
- Entomoscelis Chevrolat, 1843
- Gastrolina Baly, 1859
- Gastrophysa Chevrolat in Dejean, 1837
- Gonioctena Chevrolat in Dejean, 1836
- Humba Chen, 1934
- Hydrothassa C.G. Thomson, 1866
- Labidomera Chevrolat, 1837
- Leptinotarsa Chevrolat in Dejean, 1837
- Linaeidea Motschulsky, 1860
- Lycaria Stål, 1857
- Neophaedon Jacobson, 1901
- Oreina Chevrolat in Dejean, 1837
- Phaedon Dahl, 1823
- Phola Weise, 1890
- Phratora Chevrolat, 1843
- Phyllocharis Dalman, 1824
- Plagiodera Chevrolat in Dejean, 1837
- Platyphora Gistel, 1857
- Prasocuris Latreille, 1802
- Sclerophaedon Weise, 1892
- Sternoplatys Motschulsky, 1860
- Zygogramma Chevrolat, 1837